# HAT-P-9
HAT-P-9 eller Tevel är en ensam stjärna i mellersta delen av stjärnbilden Kusken. Den har en skenbar magnitud av ca 12,34 och kräver ett kraftfullt teleskop för att kunna observeras. Baserat på parallax enligt Gaia Data Release 3 på ca 2,2 mas, beräknas den befinna sig på ett avstånd på ca 1 500 ljusår (ca 462 parsek) från solen. Den rör sig bort från solen med en heliocentrisk radialhastighet på ca 23 km/s.

## Nomenklatur
HAT-P-62 har på förslag av Israel, fått namnet Tevel. Namnet valdes 2019 i NameExoWorlds-kampanjen under IAU:s 100-årsjubileum. Tevel är det hebreiska ordet för ”Värld” eller ”Universum”.

## Egenskaper
HAT-P-9 är en gul till vit stjärna i huvudserien av spektralklass F. Den har en massa som är ca 1,3 solmassa, en radie som är ca 1,3 solradie och har en effektiv temperatur av ca 6 300 K. Sökning med adaptiv optik på MMT Observatory efter följeslagare gav negativt resultat.

## Planetsystem
En exoplanet i omlopp kring stjärnan, HAT-P-9b, upptäcktes med hjälp av transitmetoden 26 juni 2008.
| Planet | Massa          | Halv storaxel (AE) | Siderisk omloppstid (d) | Excentricitet | Inklination | Radie |
| ------ | -------------- | ------------------ | ----------------------- | ------------- | ----------- | ----- |
| b      | 0,78 ± 0,09 MJ | 0,053 ± 0,002      | 3,92289 ± 0,00005       | 0             | -           | -     |